# Punta Loyola
Punta Loyola est une localité rurale argentine située dans le département de Güer Aike, dans la province de Santa Cruz.

## Géographie
Elle est située à environ 20 km à l'est de la capitale provinciale de Santa Cruz - Río Gallegos - et à l'extrémité sud de l'estuaire du Río Gallegos, où il entre en contact avec la mer d'Argentine. À environ 7 km, sur la côte nord, en face de Punta Loyola, se trouve l'estancia de Cabo Buen Tiempo et l'élément côtier homonyme.
Dans la localité se trouve le Muelle Presidente Illia où se trouve la gare de Punta Loyola, où convergent pratiquement la route nationale 40 et la voie ferrée qui relie Yacimiento Río Turbio. Le port se caractérise par le fait qu'il n'est pas exposé aux problèmes des marées et qu'il fonctionne pour le chargement et le déchargement des navires minéraliers. Dans la localité se trouvent des installations de stockage de pétrole et de charbon. À proximité, il y a également quelques puits de pétrole et d'extraction de gaz naturel.
Elle est très visitée par la population locale.